# Saffo e Faone (David)
Saffo e Faone (in francese Sapho, Phaon et l'Amour; in russo Сафо и Фаон?, Safo i Faon) è un dipinto a olio su tela (225,3x262 cm) realizzato nel 1809 dal Jacques-Louis David. È conservato nel Museo dell'Ermitage di San Pietroburgo.

## Storia
Fu commissionato dal principe Nikolaj Borisovič Jusupov per il suo Palazzo Moika ed è ora l'unico dipinto di David nel Museo dell'Ermitage a San Pietroburgo, trasferito nel 1925.
Dopo aver celebrato le festività dell'Impero, David torna alla "grazia dell'antichità: diventa come Anacreonte". Per il principe Jusupov, mecenate e collezionista di arte francese che acquista durante il suo soggiorno a Parigi,  i pittori in voga che riporta i lavori nel suo palazzo di San Pietroburgo o Castello di Archangel'skoe, vicino a Mosca.

## Descrizione
Saffo viene mostrata seduta su una sedia ai piedi di un letto in una stanza decorata in stile classico con colonne, pavimento in marmo e vista su un paesaggio rurale esterno (con gli uccelli di Venere, le colombe, seduto sulla soglia di casa). Faone è dietro la sedia, con in mano una lancia e un arco. Sul suo ginocchio c'è una pergamena con alcuni dei suoi versi in lode di Faone e Cupido si inginocchia davanti a lei, sollevando la sua lira, che cerca di suonare con la mano destra mentre appoggia la testa all'indietro per lasciare che Faone culli la testa nel suo braccio sinistro.